# Skarb bydgoski

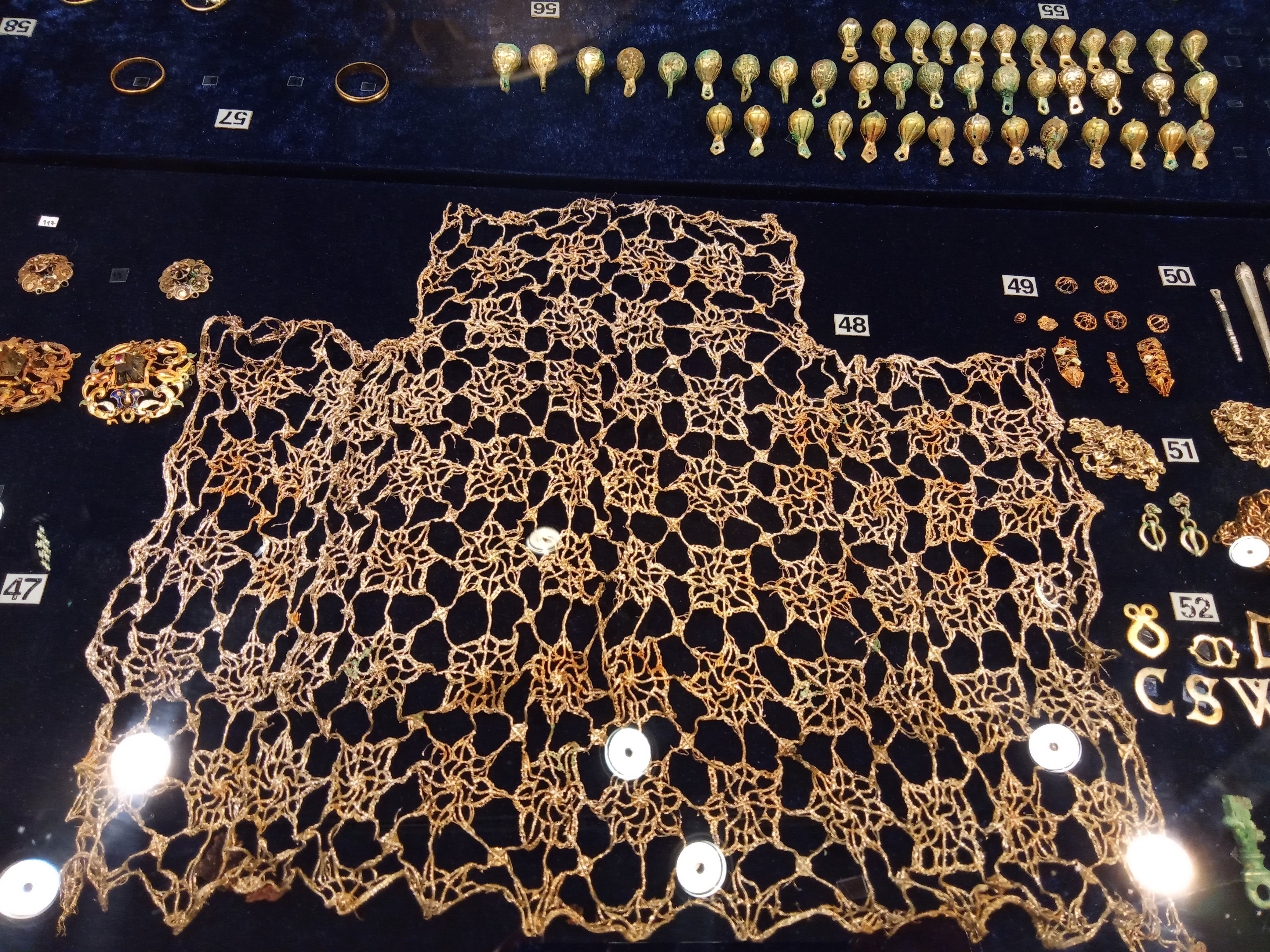
Część skarbu bydgoskiego

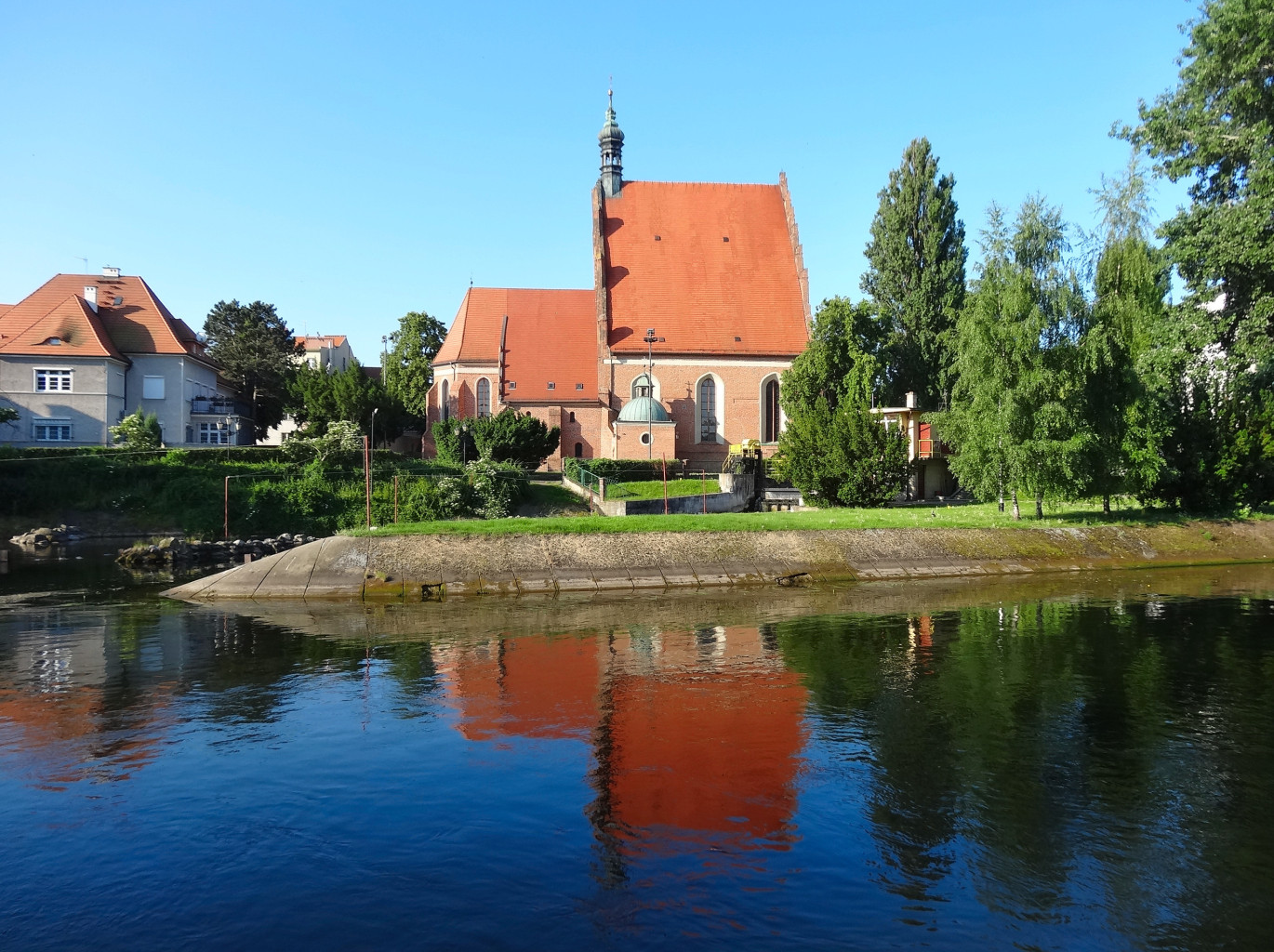
Katedra bydgoska - miejsce znalezienia skarbu

Skarb bydgoski – skarb złotych monet i wyrobów złotniczych pochodzący z II połowy XVII w., znaleziony w roku 2018 w katedrze św. Marcina i Mikołaja w Bydgoszczy. 
W trakcie badań archeologicznych prowadzonych pod kierunkiem Roberta Grochowskiego we wnętrzu katedry bydgoskiej, 2 stycznia 2018 r., półtora metra od południowej ściany prezbiterium, na wysokości drzwi zakrystii, znaleziono ukryty pod posadzką skarb złożony z około 200 wyrobów, w tym wielu złotych i wysadzanych kamieniami jubilerskimi, a także 486 złotych monet z okresu od przełomu XV/XVI w. do roku 1652. Przypuszcza się, że skarb pochodzi z lat potopu szwedzkiego. W początku marca tego samego roku odnaleziono srebrne monety z XVII w.
Skarb pierwotnie został ukryty w drewnianej skrzyni, z której przetrwały tylko okucia. W zbiorze monet dominują dukaty bite w mennicach Republiki Siedmiu Zjednoczonych Prowincji Niderlandzkich od 1595 do 1652 r. Oprócz tego wśród monet są dukaty emitowane m.in. przez władców austriackich, węgierskich, szwedzkich, arcybiskupstwa magdeburskie i salzburskie, różne miasta niemieckie oraz przez Gdańsk i Bazyleę. Napotkano też podwójny dukat Jana Kazimierza wykonany w Poznaniu oraz dukat Zygmunta III Wazy bity w Toruniu. Pojedyncze złote monety pochodzą z oddalonych od Bydgoszczy krajów: Imperium Osmańskiego, Anglii i Kastylii. 
Wśród wyrobów złotniczych skarbu przeważają ozdoby związane z odzieżą: srebrne, złocone guzy (61 sztuk), złote pontaliki (ozdobne aplikacje naszywane na odzież) (18 sztuk), srebrne, złocone haftki, srebrna siatka na włosy, klamry pasów itp. Ponadto znaleziono grawerowane złote obrączki (4 sztuki), pierścienie (15 sztuk), łańcuszek ze złota i kilka ze srebra, 2 srebrne medaliony oraz kilka krzyżyków i figurek sakralnych, a także amulet z kła wilka. Część tych wyrobów zdobiona jest emalią i kamieniami jubilerskimi. 
Skarb bydgoski uznawany jest za wyjątkowe odkrycie skarbu w skali kraju i istotne w wymiarze europejskim. 
Skarb bydgoski eksponowany jest od 13 lutego 2018 r. na wystawie w Europejskim Centrum Pieniądza na Wyspie Młyńskiej, będącym oddziałem bydgoskiego Muzeum Okręgowego. 